# Bachia marcelae
Bachia marcelae (бахія Марсели) — вид ящірок родини гімнофтальмових (Gymnophthalmidae). Ендемік Венесуели.

## Поширення і екологія
Бахії Марсели відомі з типової місцевості, розташованої в лісі Ла-Лус в штаті Баринас на заході Венесуели. Вони живуть в сухих тропічних лісах.